# Kodowanie (psychologia)
Kodowanie – to w psychologii proces przekształcania i organizowania napływających informacji tak, aby można je było następnie włączyć do pamięci lub porównać z danymi już zmagazynowanymi w pamięci (zobacz rozpoznawanie i identyfikacja). 
Informacje napływające do zmysłów przetwarzane są początkowo przez receptory, a następnie kodowane. 
Mózg człowieka posiada zdolność kodowania napływających danych przy pomocy wielu rodzajów reprezentacji (czyli wielu rodzajów kodów, w jakich jest przechowywana informacja: w postaci wzrokowej, słownej, itp.).
W trakcie kodowania możliwe jest tworzenie nowych kodów, które pozwalają na zapamiętywanie materiału. Informacje wzrokowe mogą być przetwarzane na kod werbalny. Na przykład jeśli patrzę na kartę do gry (informacja wzrokowa) to mogę ją zapamiętać w postaci słów: "Jest to królowa kier". Lub też gdy mam zapamiętać zdanie "królowa kier" mogę sobie ją wyobrazić i przechować w kodzie wzrokowym.
Mówi się także o rekodowaniu, czyli procesie przebudowy danych pamięciowych pod wpływem informacji, które dotarły później. Rekodowanie występuje w pamięci wielokrotnie. W związku z tym nowe dane mają zdolność modyfikowania dotychczasowej wiedzy jednostki, przy czym proces ten może mieć zasięg lokalny w pamięci (gdy dane są specyficzne) lub globalny (gdy informacje dotyczą np. wartości).

## Literatura
- Maruszewski T. (2001). Psychologia poznania. Gdańsk: Gdańskie Wydawnictwo Psychologiczne. ISBN 83-87957-51-8